# Wibstars
Wibstars è un videogioco pubblicato all'inizio del 1987 per Amstrad CPC, Commodore 64 e ZX Spectrum dalla A'n'F Software di Londra, anche nota come A&F Software, all'epoca divenuta parte del gruppo Argus Press Software. Nel gioco un commerciante di hardware e software deve consegnare prodotti dal magazzino ai rivenditori, attraverso tre fasi d'azione di genere misto. Il titolo è presumibilmente un gioco di parole con l'azienda Webster's, allora celebre nel Regno Unito.

## Modalità di gioco
Si comincia con un capitale di 200 sterline e l'obiettivo è consegnare abbastanza merce da non andare in negativo. Il gioco continua indefinitamente finché si ha denaro, o termina in caso di bancarotta.
La prima fase si svolge al magazzino dell'ingrosso, dove il giocatore deve anzitutto scegliere le merci da acquistare, prelevando le quantità desiderate con un carrello elevatore. Si può scegliere tra cassette (£5), dischetti (£10) e computer (£100). Finiti gli acquisti si deve caricare la merce sul furgone; gli oggetti acquistati, sotto forma di simboli, cadono giù da quattro scivoli verticali e il giocatore muove il furgone in orizzontale per raccoglierli, altrimenti si rompono e si perdono.
Nella seconda fase si guida il furgone in città, con visuale dall'alto a scorrimento verticale. Il giocatore muove in tutte le direzioni il furgone, sempre rivolto verso l'alto, e agli incroci può cambiare strada. Una minimappa mostra tutte le strade e la posizione attuale. Poco più avanti è sempre presente un furgone della concorrenza, che scarica rottami sulla strada. Il giocatore li deve evitare, altrimenti causano danni al suo furgone, che si traducono in perdite di denaro. Ogni tanto però l'avversario perde anche unità delle tre merci, che il giocatore può raccogliere per aggiungerle al proprio carico. Infine si deve raggiungere uno dei vari negozi sparsi per la città, ognuno dei quali acquista le tre merci a un prezzo diverso e inizialmente non noto.
La terza fase è la consegna delle merci nell'area di scarico del negozio. Si controlla un personaggio a piedi in una schermata a piattaforme, uguale per tutti i negozi, con nastri trasportatori, montacarichi e un ascensore. Si preleva dal furgone una merce alla volta, di tipo e quantità a scelta, e la si deve far arrivare a una porta in cima allo schermo. Il personaggio può solo camminare a destra e sinistra, spingere il simbolo della merce, e usare pulsanti per chiamare l'ascensore. Bisogna agire con i giusti tempi o la merce può finire sotto l'ascensore, che si sposta anche di propria iniziativa, ed essere distrutta.
Quando la merce è tutta scaricata (o distrutta) viene fatto il conto dei guadagni e se si è ancora in positivo si torna alla fase di guida, dove ci si può dirigere a un altro negozio o tornare al magazzino.
Solo la versione Commodore 64 è dotata di sottofondo musicale.

## Accoglienza
Tutte le versioni di Wibstars ricevettero praticamente soltanto giudizi negativi o fortemente negativi dalla stampa europea, sotto tutti i punti di vista. Per citare alcuni dei più severi, si notano i voti complessivi di 2/10 di Commodore User 42, 35% di Crash 38, 37% di Amstrad Action 19.
Un raro giudizio positivo venne dalla rivista tedesca RUN (versione Commodore 64), soprattutto per quanto riguarda l'originalità.